# Eozoon canadense

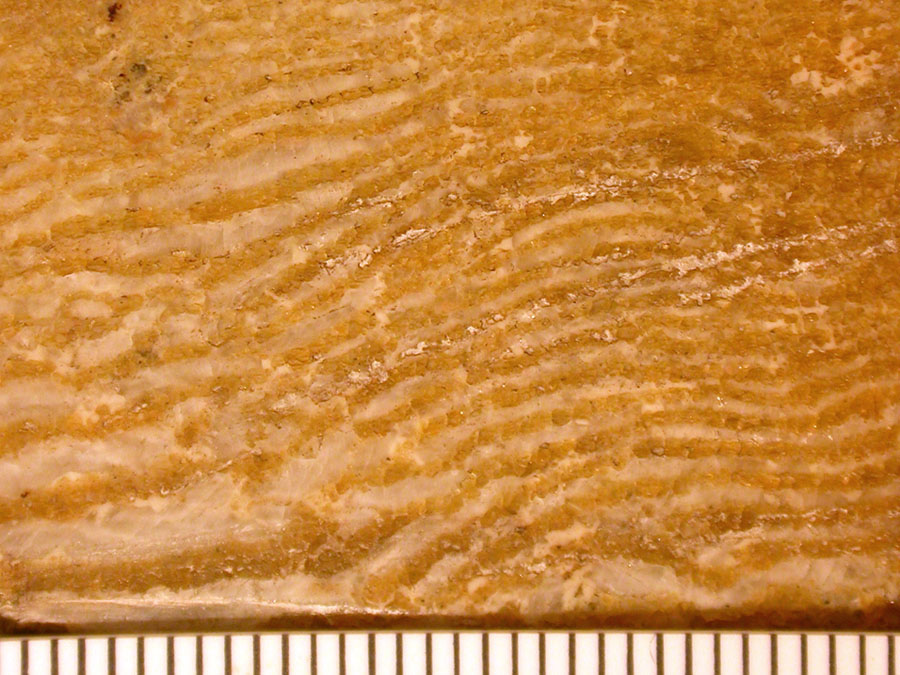
Roche métamorphique sur laquelle on observe l'alternance des bandes de serpentine et de calcite qu'on attribuait à l'Eozoön canadense.

L'Eozoon canadense (également orthographié Eozoön canadense signifiant "animal de l'aube du Canada") désigne ce que certains savants du XIXe siècle prirent pour un foraminifère et qui s'est avéré être une structure minéralogique le classant parmi les pseudo-fossiles.

## Historique
L'histoire de l'Eozoon canadense commence en 1858 lorsqu'un géologue découvre dans les rapides en bordure de L'Île-du-Grand-Calumet, sur la rivière Outaouais, des roches sur lesquelles il observe des stries blanches. William Logan, de la Commission géologique du Canada, les examine et conjecture qu'il pourrait s'agir de fossiles d'animaux microscopiques. Il les présente alors à divers spécialistes du domaine mais ne recueille que peu d'avis en faveur de son hypothèse. Les savants à qui il présente les échantillons lors du congrès de l'American Association for the Advancement of Science de 1859 ne sont pas convaincus. Les roches ayant été découvertes dans les strates du Précambrien, on considérait à l'époque qu'elle désignait une période azoïque durant laquelle la vie animale n'existait pas.
En 1863, de nouveaux spécimens furent découverts près de Côte-Saint-Pierre puis en 1864, près d'Ottawa. Ceux-ci furent présentés à John William Dawson, recteur de l'Université McGill, qui put convaincre certains confrères qu'il s'agissait bien de fossiles de foraminifères le désignant du nom d'Eozoon canadense. En 1865, Thomas Sterry Hunt, William Benjamin Carpenter, Logan et Dawson publièrent chacun un article sur le sujet dans le Quarterly Journal of the Geological Society of London.

### Réactions
L'une des réactions les plus favorables à l'existence de l'Eozoon canadense dans les roches du Précambrien fut celle de Charles Darwin qui choisit d'inclure cette information dans la quatrième édition de son Origine des espèces parue en 1866 et qui écrivit: "Il est impossible d'avoir le moindre doute quant à sa nature organique". La raison de l'enthousiasme de Darwin est que l'Eozoon venait combler un vide dans les archives paléontologiques qui le tracassait depuis sa mise en évidence et que l'on connait sous le nom d'explosion cambrienne caractérisant une période géologique durant laquelle apparurent, dans un court laps de temps à l'échelle géologique, plusieurs taxons du règne animal ce que plusieurs ne manquèrent pas, à cette époque, de voir comme le moment de la Création. L'existence de l'Eozoon canadense semblait donc écarter cet obstacle à sa théorie. Ironiquement, Dawson, qui fut le plus fervent défenseur de l'Eozoon canadense, fut aussi l'un des plus farouches opposants à la sélection naturelle.
Cette même année 1866, ces travaux sont contestés par deux minéralogistes de l'Université Queen's de Galway, William King et Thomas H. Rowney qui concluent que les structures observées sont d'origine purement minérale. De 1866 à 1881, les deux savants feront paraître pas moins de huit articles sur le sujet, tous critiquant l'idée de l'origine biologique de cette structure.
En 1888 les choses prirent une tournure inusitée marquant l'un des épisodes curieux de l'histoire des sciences. C'est lors d'un congrès international de géologie qui eut lieu à Londres que certains savants furent invités à voter pour décider si Eozoon canadense correspondait bien aux restes d'un organisme ou non. Parmi ceux qui votèrent pour figurent, outre Dawson et Hunt, Charles Doolittle Walcott et A. Winchel tandis que James Dana et Joseph LeConte votèrent contre l'interprétation qu'il s'agisse de fossiles.
Finalement, petit à petit on se rendit compte que ces structures n'étaient observées que dans des roches métamorphisées ayant subi des températures et des pressions très élevées qui sont des conditions défavorables à la vie. Peu à peu ses défenseurs se rallièrent à l'idée qu'il s'agissait bien de structures inorganiques. Le coup de grâce survint lorsqu'on découvrit, en 1894, le même type de structure dans des blocs de calcaire éjectés du Vésuve. Seul, Dawson resta convaincu jusqu'à sa mort, en 1899, qu'il s'agissait d'organismes primitifs fossilisés.

## Sources et bibliographie
- J. Adelman, « Eozoön: debunking the dawn animal », Endeavor, vol. 31, no 3,‎ 2007, p. 94–98 (PMID 17765972, DOI 10.1016/j.endeavour.2007.07.002)
- J. W. Dawson, « On the structure of certain organic remains in the Laurentian limestones of Canada », Quart. J. Geol. Soc., vol. 21,‎ 1865, p. 51–59 (DOI 10.1144/GSL.JGS.1865.021.01-02.12)
- C. F. O'Brien, « Eozoön canadense "The dawn animal of Canada" », Isis, vol. 61, no 2,‎ 1970, p. 206–223 (DOI 10.1086/350620)
- C. F. O'Brien, « On Eozoön canadense », Isis, vol. 62, no 2,‎ 1971, p. 381–383
- John William Dawson, Relics of Primeval LIfe: Beginning of Life in the Dawn of Geological Time, Éd. Hodder & Stoughton, Londres, 1897
- J. R. Dolan, « The saga of the false fossil foram Eozoon », European Journal of Protistology, vol. 87, no 2,‎ 2023, p. 125955 (DOI 10.1016/j.ejop.2022.125955)